# 青山さゆり
青山 さゆり（あおやま さゆり、1980年4月13日 - ）は、日本のグラビアアイドル、女優で、株式会社クイーンズファクトリーの代表取締役社長でもある。
東京都出身。血液型はAB型。

## 人物
短大卒業後ゲーム会社に勤務していたが、女優になる夢を捨てきれず2004年にColl*Flowerを旗揚げした。その後2006年にクイーンズファクトリーを設立する。
2008年9月25日、自身のブログで同月11日に結婚したことを明かし、同年11月1日に披露宴を挙げた。

## 出演

### 映画
- 2008年 - 「東京ソーダ水」

### 舞台
- 2004年 - 「DOLL」
- 2004年 - 「白雪姫子と7人のオンナ」
- 2005年 - 「Lady Go!!」
- 2006年 - 「秘密の花園」

### WEBドラマ
- 2006年 - 「天使見習い中」

### DVD
- 2005年 - 「ほんとにあった怖い話 第三夜 邪霊」